# Raphaël Sarfo
Raphaël Boakye Sarfo (Ámsterdam, 8 de enero de 2004) es un futbolista neerlandés que juega como delantero en el Patro Eisden Maasmechelen de la Segunda División de Bélgica.

## Estadísticas

### Clubes
Actualizado al último partido disputado el 1 de marzo de 2024.
| Club                     | Div.          | Temporada     | Liga  | Liga  | Liga   | Copas nacionales | Copas nacionales | Copas nacionales | Copas internacionales | Copas internacionales | Copas internacionales | Total | Total | Total  |
| Club                     | Div.          | Temporada     | Part. | Goles | Asist. | Part.            | Goles            | Asist.           | Part.                 | Goles                 | Asist.                | Part. | Goles | Asist. |
| ------------------------ | ------------- | ------------- | ----- | ----- | ------ | ---------------- | ---------------- | ---------------- | --------------------- | --------------------- | --------------------- | ----- | ----- | ------ |
| Jong Ajax · Países Bajos | 2.ª           | 2022-23       | 1     | 0     | 0      | —                | —                | —                | —                     | —                     | —                     | 1     | 0     | 0      |
| Jong Ajax · Países Bajos | 2.ª           | 2023-24       | 27    | 1     | 5      | —                | —                | —                | —                     | —                     | —                     | 27    | 1     | 5      |
| Jong Ajax · Países Bajos | Total club    | Total club    | 28    | 1     | 5      | 0                | 0                | 0                | 0                     | 0                     | 0                     | 28    | 1     | 5      |
| Total carrera            | Total carrera | Total carrera | 28    | 1     | 5      | 0                | 0                | 0                | 0                     | 0                     | 0                     | 28    | 1     | 5      |